# Center for Open Science
Le Center for Open Science (littéralement Centre pour la science ouverte) est un organisme à but non lucratif situé à Charlottesville, en Virginie. Il a pour but de « favoriser l'ouverture, l'intégrité et la reproductibilité de la recherche scientifique ».

## Histoire
Brian Nosek (en) et Jeffrey Spies ont fondé cet organisme officiellement en janvier 2013, avec un financement apporté par la Fondation Laura et John Arnold (en). 
Le Centre a entamé ses travaux de reproductibilité dans le domaine de la recherche en psychologie. Ils se sont poursuivis en 2013 notamment avec un projet en partenariat avec l'entreprise Science Exchange (en) concernant des recherches sur le cancer.

## Open science framework (OSF)
L'Open science framework est une application (plate-forme Web libre et gratuite, gérée par un logiciel open source) facilitant le travail collaboratif et ouvert, au service de la recherche scientifique, permettant aux scientifiques d'accroître l'efficacité et l'efficience de leurs travaux de recherches.
Les chercheurs inscrits peuvent l'utiliser pour collaborer, documenter, archiver, partager et enregistrer des projets de recherche, leurs protocoles scientifiques, du matériel (logiciels, datas) pour notamment partager leurs retours d'expérience et vérifier la reproductibilité de leurs travaux. 
OSF a d'abord été utilisé pour travailler sur un projet dans le domaine de la reproductibilité de la recherche en psychologie,. Les exemples de travaux de recherche en psychologie faisant l'objet de reproductibilité proviennent de trois grandes revues : Journal of Personality and Social Psychology, Psychological Science et Journal of Experimental Psychology: Learning, Memory and Cognition. Des scientifiques de partout dans le monde se sont portés bénévoles pour reproduire une étude de leur choix à partir de ces revues tout en suivant un protocole structuré pour la conception et la réalisation d'une réplication de travaux expérimentaux.
Les premiers résultats ont été publiés en 2015.
Une plate-forme StudySwap a ensuite été créée (en 2017), sur une idée née d'une discussion lors de la réunion inaugurale de la Société pour l'amélioration des sciences en psychologie, tenue au Center for Open Science de Charlottesville, en juin 2017.